# Dalby-cum-Skewsby
Dalby-cum-Skewsby – civil parish w Anglii, w hrabstwie North Yorkshire, w dystrykcie (unitary authority) North Yorkshire. W 2001 civil parish liczyła 84 mieszkańców.